# 594032 Reyhersamuel
594032 Reyhersamuel este o planetă minoră (asteroid) din centura de asteroizi. A fost descoperită pe 23 august 2004 la Observatorul La Silla de  și a fost numită după Samuel Reyher⁠(d). 
Obiectul prezintă o orbită caracterizată de o semiaxă mare de 2,6210129378592 UAi, o excentricitate de 0,24434106454965, o înclinație de 31,495223987337 ° în raport cu ecliptica.